# Баканас
Баканас (на казахски: Бақанас, «сухо корито»; на руски: Баканас) е река, протичаща по територията на Източен Казахстан (Източноказахстанска област), губеща се в пясъците на Балхаш-Алаколската котловина. Дължина 240 km. Площ на водосборния басейн около 25 100 km².
Река Баканас води началото си от югозападните склонове на хребета Чингизтау (източната част на Казахската хълмиста земя), на 1030 m н.в.. Тече в южна посока по източната периферия на Казахската хълмиста земя, като образува леко изпъкнала на запад дъга и се губи в пясъците на Балхаш-Алаколската котловина, на 384 m н.в. Много рядко (при изключително влажни години) се влива отдясно в река Аягуз, преди устието на последната в езерото Балхаш. Основни притоци: Коксала (ляв), Дагандели (десен). Има предимно снежно подхранване. През отделни години пресъхва в долното си течение. Среден годишен отток при село Шубартау 3,27 km³/s. Замръзва през декември, а се размразява през март. В средното ѝ течение, на левия ѝ бряг е разположен районният център село Баршатас.